# Richard Dünser
Richard Dünser (* 1. Mai 1959 in Bregenz) ist ein österreichischer Komponist.

## Leben
Richard Dünser studierte nach der Matura zunächst am Konservatorium seiner Heimatstadt und später an der Hochschule für Musik und darstellende Kunst Wien Komposition bei Francis Burt. Von 1985 bis 1987 vervollkommnete er sein kompositorisches Talent noch bei Hans Werner Henze an der Hochschule für Musik Köln, 1987 war er Kompositionsstipendiat in Tanglewood/USA.
Ab 1987 unterrichtete er an der Innsbrucker Musikerziehungs-Abteilung des Mozarteums Salzburg sowie am Vorarlberger Landeskonservatorium Tonsatz, 1991 wurde er ordentlicher Hochschulprofessor (heute Universitätsprofessor) für Musiktheorie an der Hochschule (heute Universität) für Musik und darstellende Kunst in Graz, wo er seit 2004 auch eine Kompositionsklasse leitet.
Dünser war Composer in Residence des Wiener Concert-Vereins (dem Kammerorchester der Wiener Symphoniker) und mit Christian Roscheck Mit-Initiator der gleichnamigen Konzertserie im Wiener Musikverein (Brahmssaal).
Zu seinen bedeutendsten Werken, die von internationalen Ensembles, Dirigenten und Solisten interpretiert werden, zählen zunächst das über Auftrag der „Neuen Arbeiterzeitung“ entstandene (1986) Orchesterstück „Der Wanderer“ (1988 durch die Wiener Symphoniker uraufgeführt), das über Auftrag der Alten Oper Frankfurt geschriebene Streichquartett „Elegie. An Diotima“ (Uraufführung 1987), das 1993 im Rahmen der Bregenzer Festspiele uraufgeführte Violinkonzert, seine Version des Schubertschen Opernfragmentes „Der Graf von Gleichen“, die 1997 im Rahmen der Grazer „Styriarte“ zur Uraufführung gelangte und 2003 im Festspielhaus Bregenz in einer Neufassung zu hören war, sowie das über Auftrag des Klangforums Wien komponierte und am dortigen Konzerthaus uraufgeführte Ensemblestück „… breeding lilacs out of the dead land …“ (1998). In den letzten Jahren folgten unter anderem die „Threnodie“ für Flöte, Klarinette und Gitarre (1999), „The Waste Land“ für Orchester (2003, Bregenzer Festspiele) sowie die „Ophelia-Musik für Gitarre“, „Muschelhut und Sandelschuh“, die Oktober 2003 durch Alexander Swete in London ihre Uraufführung erfuhr und ein Jahr später auch im Wiener Konzerthaus erklang. Bei den Bregenzer Festspielen 2006 erfuhr seine Oper „Radek“ ihre Uraufführung, ein Auftrag in Koproduktion mit der Neuen Oper Wien. Werke für Kammerorchester und Kammerensemble, Liederzyklen sowie Kammermusik verschiedener Besetzung ergänzen Dünsers Werkliste.

## Richard Dünser über sein Schaffen
„In meinem Schaffen spielt immer wieder Außermusikalisches eine wichtige Rolle: Autobiografische Skizzen, literarische Bezüge, Bilder, Stimmungen... Sie dringen ins Werk ein und erzeugen mit den ihm innewohnenden Strukturen ein Gewebe, ein Geflecht von Beziehungen und wechselseitigen Beeinflussungen.
Alles wächst ineinander und bildet ein größeres übergeordnetes Ganzes, das dialektisch auch sein Gegenteil in sich schließen kann, Brüche, Unverwandtheit, Zersplitterung.
Beim ersten Hören ganz frei wirkende verschiedene Gestalten unterliegen sehr oft einem genauen Formplan:
Entwicklungen, Prozesse, atmosphärische Klanginseln, Ausbrüche, Stille sind eingebaut in eine vielschichtige Architektur der Komposition.
Ferne Spiegelbilder, Trugbilder, Fata Morganen, Erinnertes, Verschwundenes, Wiederaufgetauchtes erscheinen wie aus dunklen Träumen und bilden die seelischen Landmarken und Klänge aus dem Innersten.
Meine Musik will auf die Hörer und Seher zugehen, Resonanz und soziale Relevanz erzielen, das Publikum als Partner gewinnen, ohne sich ihm anzubiedern; Nachdenken, Trauer, aber auch Begeisterung und Verstehen evozieren. Mein Ideal ist das eines Kunstwerkes, das alle Parameter der Musik (und zuweilen des Theaters, der Literatur, der Bildenden Künste) in einer Gesamtdramaturgie fokussiert und bündelt und auf einer höheren Ebene summiert und in Wechselwirkung treten lässt.
Zu diesem Behufe muss die Kompositionstechnik eine komplexe und die Gesamtheit der Mittel auslotende sein, allerdings gezähmt von einem Willen zur Einheit in der Vielfalt, mit dem Ziel, alle Mittel einem dramaturgischen Ganzen unterzuordnen.“

## Auszeichnungen
- 1984: Förderungspreis der Stadt Wien[2]
- 1988: Staatsstipendium für Komposition
- 1989: Österreichischen Würdigungspreis für Musik[3] für sein 1. Streichquartett
- 2000: Ernst-und-Rosa-von-Dombrowski-Stiftungspreis für Musik[4]
- 2010: Ernst-Krenek-Preis[5]

## Werke (Auswahl)

### Oper
- Radek – Kammeroper in einem Akt – Text: Thomas Höft, Edition Peters (2006)[6]
- Der Graf von Gleichen – Oper in zwei Akten nach den Skizzen von Franz Schubert, D 918, Edition Gravis (2002–2003)[6]
- Szene am Teich – Opernszene – Text: Michael Jakob, Reinhold Lenz, Edition Gravis (1986)[6]

### Orchestermusik
- Der Wanderer – Hymne für Orchester – Text: Friedrich Hölderlin, Edition Gravis (1986–1987)[6]
- Fantasie in f-moll – (Franz Schubert), Bearb. für Orchester, Edition Gravis (1987)[6]
- Suite für Streichorchester – nach fünf Cembalo-Sonaten von Domenico Scarlatti, Edition Gravis (1988)[6]
- Aubes I. – Dialoge für Saxophonquartett und Streichorchester, Edition Gravis (1995)[6]
- Aubes II. – Dialoge für Kammerorchester, Edition Gravis (1996)[6]
- Nebensonnen – für Streichorchester, South Styria Press / Eigenverlag (2002)[6]
- The Waste Land – für Orchester, Edition Gravis (2003)[6]

### Solokonzerte
- Sinfonietta concertante – für Klarinette und Streichorchester, Edition Gravis (1985) Uraufführung mit Alois Brandhofer, Klarinette[6]
- Nacht-Triptychon – für Kammerensemble, Edition Gravis (1989–1990)[6]
- Violinkonzert, Edition Gravis (1992–1993)[6]

### Ensemblemusik
- Hymnus – für großes Bläserensemble, Edition Gravis (1989)[6]
- ...breeding lilacs out of the dead land...., Edition Gravis (1997–1998)[6]

### Kammermusik
- Drei Variationen nach alten Volksliedern – für drei Gitarren, Verlag Doblinger, Wien (1979/1983)[6]
- Caravallium – für Blechbläserquintett, Verlag Doblinger (1984)[6]
- Zwieklang – für Violine und Klavier, Verlag Doblinger (1985)[6]
- Elegie. An Diotima. – Streichquartett Nr. 1, Edition Gravis (1986/1993)[6]
- Streichquartett Nr. 2, Edition Gravis (1988)[6]
- Tage- und Nachtbücher – für Klarinette, Violoncello und Klavier, Verlag Doblinger[6]
- Personae – Fünf Stücke für Saxophon-Quartett, Edition Gravis (1990)[6]
- Sestina – für Orgel und drei Schlagzeuger, Edition Gravis (1990)[6]
- Threnodie – für Flöte, Klarinette und Gitarre, Verlag Doblinger (1999)[6]
- Quatre Preludes – (Claude Debussy) für Flöte, Klarinette und Gitarre, Verlag Doblinger (1999)[6]
- ...fresque de rêve... – für Septett, Verlag Doblinger (2001)[6]

### Solowerke
- Drei Inventionen für Klavier, Ed. Helbling Verlagsgesellschaft (1980–1981)[6]
- The Host of the Air – für Horn solo, Verlag Doblinger (1988)[6]
- Erinnerung–Monument–Nachtgesang – Drei Klavierstücke, Edition Gravis (1989)[6]
- Quatre Tombeaux – für Gitarre, Verlag Doblinger (1993–1994)[6]
- Muschelhut und Sandelschuh – Opheliamusik I, Edition Peters (2003/2010)[6]
- Memories. Dark Twilight – für Klavier, Verlag Doblinger (2006)[6]

### Vokalwerke
- Die letzten Dinge – Vier Lieder für Bariton und Klavier nach Texten von Thomas Höft, Verlag Doblinger, Wien (2002)[6]
- Da unten im Tale–14 Deutsche Volkslieder – (Johannes Brahms) Bearbeitung, Edition Gravis (2003)[6]
- Doch atmet kalt mein Abend schon. Vier ernste Gesänge für Mezzosopran und Orchester, Edition Gravis, Bad Schwalbach
- Ich var uf der toren vart – Süsskind-Szenen für Mezzosopran und Kammerensemble, South Styria Press / Eigenverlag (2003)[6]
- Geh unter schöne Sonne (Friedrich Hölderlin), Lied für Sopran und Klavier, South Styria Press / Eigenverlag